# Seniorat gemerski
Seniorat gemerski (słow. Gemerský seniorát) – jeden z senioratów Dystryktu Wschodniego  Ewangelickiego Kościoła Augsburskiego Wyznania na Słowacji z siedzibą w Dobšinie. Na seniorat składa się 30 zbórów z 9 151 członkami.
W jego skład wchodzą zbory: Betliar, Čierna Lehota, Dlhá Ves, Dobszyna, Gemerská Poloma, Gemerské Teplice, Chyžné, Jelšava, Kameňany, Koceľovce, Kunova Teplica, Mokrá Lúka, Muránska Dlhá Lúka, Nandraž, Nižná Slaná-Kobeliarovo, Ochtyna, Ratková, Ratkovské Bystré, Rejdová, Revúca, Roštár, Rozložná, Rożniawa, Rožňavské Bystré, Sirk, Slavošovce, Šivetice, Štítnik, Vlachovo, Vyšná Slaná.